# Sudans damlandslag i volleyboll
Sudans damlandslag har deltagit i afrikanska mästerskapet en gång (1976). Laget organiseras av Sudan Volleyball Association.